# Élections constituantes de 1945 dans le Territoire de Belfort
Les élections constituantes françaises de 1945 se déroulent le 21 octobre.

## Mode de scrutin
Les députés sont élus selon le système de représentation proportionnelle suivant la règle de la plus forte moyenne dans le département, sans panachage ni vote préférentiel. 
Il y a 586 sièges à pourvoir.
Dans le département de le Territoire de Belfort, deux députés sont à élire.

## Alliance
Les Rad-Soc et le PCF font liste commune, avec Pierre Dreyfus-Schmidt (Rad-Soc) en première place et Fernand Banier (PCF) en seconde sous l'intitulé de Mouvement unifié de la résistance.

## Élus
Les deux députés élus sont : 
| Identité               | Parti | Parti   |
| ---------------------- | ----- | ------- |
| Pierre Beauquier       |       | MRP     |
| Pierre Dreyfus-Schmidt |       | Rad-Soc |

## Résultats

### Résultats à l'échelle du département
| Parti          | Parti                      | Tête de liste          | Résultats | Résultats | Sièges | Sièges |
| Parti          | Parti                      | Tête de liste          | Voix      | %         |        |        |
| -------------- | -------------------------- | ---------------------- | --------- | --------- | ------ | ------ |
|                | MRP                        | Pierre Beauquier       | 14 986    | 37,18     | 1      |        |
|                | Rad-Soc-PCF                | Pierre Dreyfus-Schmidt | 13 688    | 33,96     | 1      |        |
|                | SFIO                       | Paul Rassinier         | 9 214     | 22,86     | -      |        |
|                | Entente républicaine (PRL) | Louis Viellard         | 3 121     | 7,74      | -      |        |
|                |                            |                        |           |           |        |        |
| Inscrits       | Inscrits                   | Inscrits               | 52 646    | 100,00    | 2      |        |
| Votants        | Votants                    | Votants                | 41 193    | 78,25     |        |        |
| Blancs et nuls | Blancs et nuls             | Blancs et nuls         | 884       | 2,15      |        |        |
| Exprimés       | Exprimés                   | Exprimés               | 40 309    | 97,85     |        |        |